# Danseuse de corde
Danseuse de corde (Katharina Knie) est un film allemand muet réalisé par Karl Grune d'après la pièce homonyme de Carl Zuckmayer, sorti en 1929.

## Synopsis
Inconnu.

## Fiche technique
- Titre original : Katharina Knie
- Titre français : Danseuse de corde
- Réalisation : Karl Grune
- Scénario : Franz Höllering, Carl Zuckmayer
- Direction artistique : Robert Neppach, Erwin Scharf
- Photographie : Karl Hasselmann
- Musique : Werner Schmidt-Boelcke
- Production : Karl Grune, Curt Prickler
- Société de production : Karl Grune Film
- Société de distribution : Bayerische Film
- Pays d'origine : Allemagne  République de Weimar
- Durée : 2 602 mètres
- Format : Noir et blanc - 35 mm - 1,33:1 - Muet
- Date de sortie :
  - Allemagne  République de Weimar : 13 décembre 1929

## Distribution
- Eugen Klöpfer
- Carmen Boni
- Adele Sandrock
- Fritz Kampers
- Vladimir Sokoloff
- Viktor de Kowa
- Peter Voß
- Frida Richard
- Fraenze Roloff
- Willi Forst
- Ilse Bachmann
- Louis Treumann
- Wilhelm Diegelmann
- Carla Bartheel
- Ernst Busch
- Karl Etlinger
- Ursula Grabley
- Otto Sauter-Sarto
- Ludwig Stössel
- Michael von Newlinsky
- Aribert Wäscher